# Синема верите
Синема́ верите́ (фр. cinéma vérité, дословно — «правдивое кино») — термин, обозначающий экспериментальное направление, первоначально сформировавшееся в кинодокументалистике Франции, связанное с обновлением выразительных и повествовательных возможностей кинематографа.

## История
Возникло во французском кинематографе конца 1950-х — 1960-х годах. Термин впервые употреблён социологом и теоретиком кино Эдгаром Мореном. Он представляет собой дословный перевод на французский язык названия известной серии советских документальных фильмов «Киноправда» (1922—1924), выпущенных объединением КИНОКи, возглавляемым Дзигой Вертовым. Так, Жорж Садуль писал: «Жан Руш и Крис Маркер настолько открыто заявили себя последователями Вертова, что вызвали к жизни жанр, заимствованный у Дзиги Вертова — жанр „киноправды“ (синема-верите)».
Смысловое поле термина синема верите включает несколько уровней. Во-первых, «это метод съёмок документальных и художественно-документальных фильмов, основанный на развернутых интервью и наблюдении за реальными или искусственно провоцируемыми ситуациями». Кино здесь воспринимается как «инструмент социально-психологического анализа», в котором фигура героя (особенно в документалистике) становится чрезвычайно активной и расширяет возможности в реализации авторского замысла («Я — негр», 1958, режиссёр Жан Руш). Автор получает возможность вместо ориентированного на массового зрителя кинорепортажа создать более сложный кинодокумент, например «фильм-эссе», эквивалент литературной эссеистики («Без солнца», 1983, режиссёр Крис Маркер). Во-вторых, движение синема верите возникает в конкретных социальных, культурных и экономических условиях и тесно связано с развитием, например, производственной базы. Расцвет этого направления в 1960-е годы был в немалой степени обусловлен «появлением лёгкой и бесшумной съёмочной и звукозаписывающей аппаратуры, высокочувствительной плёнки».
Близкие синема верите черты обнаруживаются в работах представителей английского «свободного кино» 1950-х годов, а формальные и содержательные предпосылки возможно усмотреть в кинематографе неореализма послевоенной Италии.

## Критика
Работы, относимые к направлению синема верите, нередко критиковались за уход от художественности в традиционный репортаж, в котором ставка делается по преимуществу на информационные аспекты. Однако оно продемонстрировало значительный художественный потенциал, подготовив палитру новых методов как для документального, так и для игрового кино. Выдающимися примерами синема верите являются фильмы «Хроника одного лета» Жана Руша (1961) и «Прекрасный май» Криса Маркера (Le Joli Mai, 1962). Жан-Люк Годар, находясь под влиянием синема верите, создал свой программный фильм «На последнем дыхании» (1960), не прибегая к сценарию и используя метод импровизации. Фильм отразил основные художественные поиски кинематографистов «Новой волны».

## Влияния
Изобретение относительно недорогого, портативного звукозаписывающего оборудования и переход на 16-мм киноплёнку (которая прежде рассматривалась в качестве непрофессионального формата) обеспечили развитие синема верите в США, где оно называлось «прямое кино» (Direct Cinema). К числу ведущих американских кинематографистов прямого кино принадлежат Роберт Дрю («Предварительные выборы», 1960), Ричард Ликок, Фредерик Уайзман (Titicut Follies, 1967), Донн Пеннебейкер (Monterey Pop, 1968) и Альберт и Дэвид Мэйслес (Salesman, 1969).